# André Cherrier
Pour les articles homonymes, voir Cherrier.
André Cherrier (né le 6 janvier 1905 à Paris et mort le 28 juillet 1979 à Bondy) est un athlète français, spécialiste du saut en hauteur.
Il participe aux Jeux olympiques d'été de 1928, à Amsterdam, et se classe 7e de l'épreuve du saut en hauteur avec la marque de 1,88 m.